# Trzyszcz mały
Trzyszcz mały (Cylindera germanica) – gatunek chrząszcza z rodziny biegaczowatych i podrodziny trzyszczowatych.

## Opis

### Owad dorosły

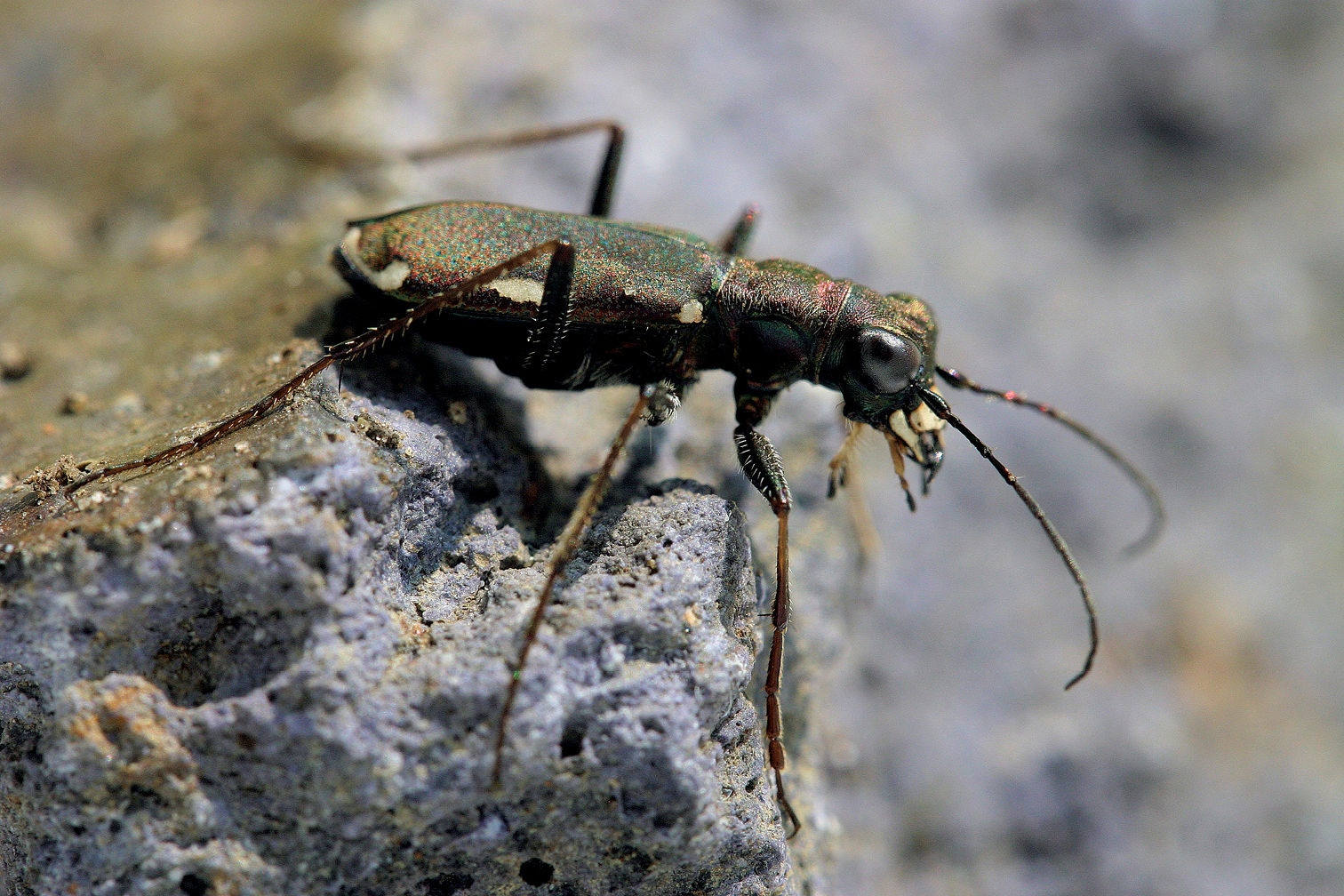

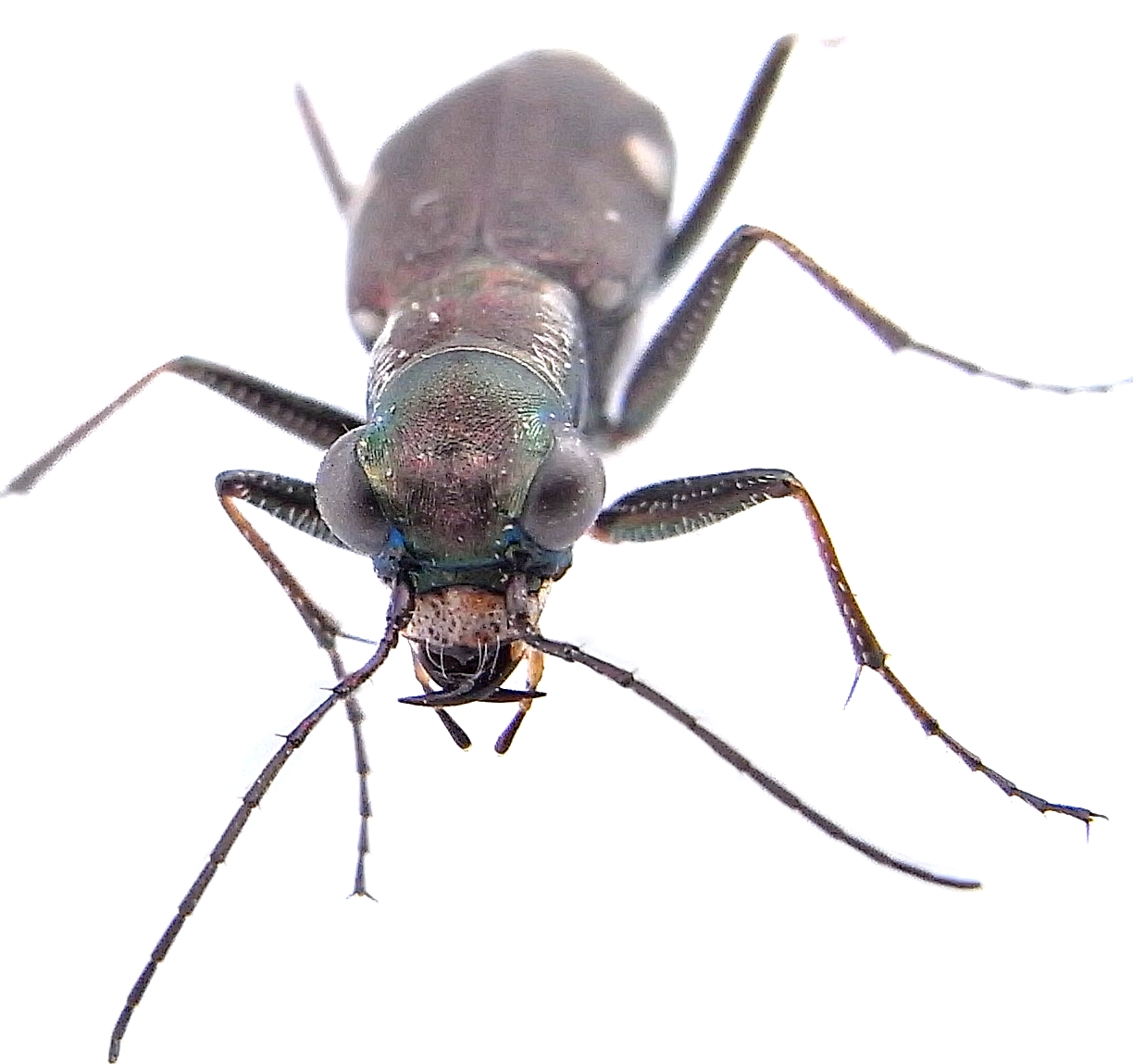

Chrząszcz o ciele długości od 7 lub 8 do 11 mm. Samice są większe od samców. Wierzch ciała zwykle ma matowozielony bądź miedzistozielony z miedzianym połyskiem na głowie i przedpleczu, rzadko ubarwiony niebieskawo lub czarno. Jasny wzór na pokrywach składa się z niewielkich i niewyraźnych przepasek: biodrowej i wierzchołkowej oraz bardzo małej i niewygiętej łukowato plamki na ramionach. Głaszczki, nasada żuwaczek oraz warga górna z wyjątkiem jej przedniego brzegu ubarwione są jasno. Spód ciała ma kolor zielony, zielononiebieski, rzadziej czarny, po bokach zaś przechodzący w barwę miedzianą lub fioletową. Odnóża mają żółtawobrunatne, w niektórych miejscach metalicznie połyskujące golenie i stopy. Szerokość głowy jest większa niż przedplecza. Nagie czoło pokrywają słabo zaznaczone podłużne żłobienia, a na szczycie zmarszczki. Podłużne, walcowate przedplecze porastają na bokach przylegające włoski białego koloru. Pokrywy są najszersze w wierzchołkowej ¼ długości, a ich powierzchnię cechuje delikatne punktowanie. Episternity przedpiersia pozbawione są owłosienia.

### Larwa
Wymiary larw są dość małe jak na trzyszcze. W stadium pierwszym szerokość głowy wynosi od 0,9 do 1 mm, a płytka czołowa zaopatrzona jest w ostre ząbki służące rozerwaniu jaja. W kolejnych stadiach ząbków tych już brak. W stadium drugim szerokość głowy wynosi od 1,4 do 1,5 mm, a żuwka zewnętrzna ma dwie szczecinki na członie nasadowym. W stadium trzecim szerokość głowy wynosi od około 2,2 do 2,4 mm, a na członie podstawowym żuwki zewnętrznej osadzone są trzy szczecinki. Piąty segment odwłoka tego gatunku charakteryzuje się wyrostkiem sierpowatym z 3 szczecinkami: dwiema długimi szczecinkami tylnymi, położonymi na jego brzegu zewnętrznym oraz jedną krótką szczecinką przednią umieszczoną w pobliżu jego brzegu wewnętrznego. Ponadto na guzku czopowatym tegoż segmentu znajdują się dwie krótkie szczecinki (jedna na wierzchołku i jedna na boku) oraz kolec wierzchołkowy osiągający od ¼ do ⅓ długości guzka. Z kolei tylną krawędź dziesiątego segmentu odwłoka cechuje obecność tylko od 3 do 5 szczecinek grzbietowo-bocznych, znacznie silniejszych niż szczecinki brzuszno-boczne tego rejonu.

## Biologia i ekologia
Trzyszcz ten zasiedla tereny otwarte, takie jak pastwiska, skraje pól i pobliża wód. Preferuje wilgotne gleby margliste i gliniaste, zwłaszcza podsiąkające wodą. Owady dorosłe spotyka się od maja do września, przy czym do szczytu pojawu w Polsce dochodzi od czerwca lub lipca do połowy sierpnia. Są aktywne za dnia, szybkie i bardzo ruchliwe. Są nielotne. Prowadzą naziemny tryb życia i aktywnie polują na różne drobne bezkręgowce. W przeciwieństwie do innych występujących w Polsce trzyszczy ich aktywność często obserwowano także wśród gęstej trawy, a nie tylko na przestrzeniach skąpo porośniętych roślinnością. Samce stosują dozorowanie pokopulacyjne, odpędzając rywali od zaplemnionej samicy. W rozwoju występują trzy stadia larwalne oraz trwające około dwóch tygodni stadium poczwarki. Larwy polują z zasadzki, ukryte w pionowym tunelu wykopanym w glebie.

## Rozprzestrzenienie
Gatunek zachodniopalearktyczny, występujący w Europie, Azji Zachodniej i Azji Środkowej, z wyjątkiem ich północnych części. W Europie Środkowej, w tym w Polsce, rozsiedlony jest lokalnie, ale jego populacje bywają bardzo liczebne.
Obok zajmującego większość zasięgu podgatunku nominatywnego wyróżnia się jeszcze trzy inne:
- Cylindera germanica muelleri (Magistretti, 1966) – znany z Włoch, Grecji[7], Chorwacji, Bośni i Hercegowiny, Czarnogóry oraz Albanii[8]
- Cylindera germanica michaelensis (Vidal y Lopez, 1916) – znany tylko z francuskiego departamentu Manche i cechujący się zlaniem ze sobą jasnych plamek na pokrywach tak, że obejmują całe ich krawędzie zewnętrzne[7]
- Cylindera germanica sobrina (Gory, 1833) – znany z Hiszpanii i Francji[7].